# Andrew Coats
Andrew Coats (* 20. Jahrhundert in Peru) ist ein US-amerikanischer Animator.

## Karriere
Andrew Coats wurde in Peru geboren. Er besuchte die Tisch School of the Arts, wo er seinen späteren Freund und Arbeitskollegen Lou Hamou-Lhadj kennenlernte. Zu Beginn arbeitete Coats bei Blue Sky Studios und wechselte im Jahr 2010 zu Pixar. Bei Blue Sky Studios war er als Animator für die Animationen bei den Filmen Surviving Sid, Horton hört ein Hu!, Rio und Ice Age 3 – Die Dinosaurier sind los verantwortlich. Nach seinem Wechsel zu Pixar wirkte er unter anderem bei den Filmen Cars 2 und den beiden Oscarprämierten Filmen Merida – Legende der Highlands und Alles steht Kopf mit.
Mit seinem Arbeitskollegen Lou Hamou-Lhadj wurde der Kurzfilm Borrowed Time innerhalb von fünf Jahren erschaffen, ohne jegliche Unterstützung von ihrem Unternehmen Pixar erhalten zu haben. Die Veröffentlichung erfolgte gratis über die Plattform Vimeo. Für diesen Kurzfilm erhielt er bei der Oscarverleihung 2017 eine Nominierung in der Kategorie bester animierter Kurzfilm. Die Auszeichnung erhielten jedoch Alan Barillaro und Marc Sondheimer für ihren Beitrag Piper.

## Filmografie
- 2008: Surviving Sid (Kurzfilm)
- 2008: Horton hört ein Hu! (Horton Hears a Who!)
- 2009: Ice Age 3 – Die Dinosaurier sind los (Ice Age: Dawn of the Dinosaurs)
- 2011: Rio
- 2011: Cars 2
- 2012: Die Legende von Mor'du (Kurzfilm)
- 2012: Merida – Legende der Highlands (Brave)
- 2013: Toy Story of Terror (Kurzfilm)
- 2015: Alles steht Kopf (Inside Out)
- 2015: Borrowed Time (Kurzfilm)